# Ленінізм
Ленінізм — політична ідеологія, розроблена російським революціонером-марксистом Володимиром Леніним, яка пропонує встановлення диктатури пролетаріату на чолі з революційною авангардною партією як політичну прелюдію до встановлення комунізму. Ідейний внесок Леніна в марксистську філософію ґрунтується на його теоріях партії, імперіалізму, держави і революції.
- Апологети вважають ленінізм цілісним «політичним та філософським вченням» про «соціалістичну революцію». І в цій якості логічним продовженням та вищим творчим розвитком марксизму в умовах переходу капіталізму у всьому світі до стадії імперіалізму; а також планом побудови соціалізму.

- Критики вважають ленінізм еклектичним збірником публіцистичних есеїв політично авантюрної, але недостатньо освіченої людини, яка до того ж постійно міняла свої погляди[2] — про те, як слід створити партію змовників та як за її допомогою захопити владу в окремій, не досить економічно та політично розвиненій країні.

- Деякі дослідники (такі як професор історії Гарвардського університету Ніна Тумаркін) вважають ленінізм різновидом культу на кшталт культу мертвих.[3]

## Загальні визначення
Ленінізм на думку його апологетів, містить політичну доктрину тактики та принципи «соціалистичного» устрою економіки, розроблені від марксизму, і інтерпретації марксистської теорії Леніним в аграрній Російської імперії початку XX ст. Ленінізм переформулював бачення Маркса взаємодії економіки і політики, що дозволило статися політичному перевороту на чолі з партією професійних революціонерів-змовників, а не стихійному повстанню робітничого класу як і пророкував Карл Маркс. Після Жовтневого перевороту 1917 і приблизно до 1922 року, практика керованої Леніним верхівки партії більшовиків (Раднаркому), названа пізніше Сталіним «ленінізмом» стала ідейною основою доктрини радянського соціалізму, зокрема, її реалізації в Радянському Союзі.
На думку критиків з рядів європейських марксистів, радянська форма економіки не має нічого спільного з соціалізмом, а є типовим прикладом державного капіталізму. Ще Карл Маркс писав про так званий «азійський спосіб виробництва» (або «азійську суспільно-економічну формацію» — проміжний етап історії людства між рабовласницьким ладом і феодалізмом), який і був соціально-економічним підґрунтям СРСР-Росії. До тогож багато політико-економічних ідей Ленін просто запозичив у Олександра "Парвуса" Гельфанда, що радянська компартійна історіографія усіляко приховувала.

## Історія
У політичний мовний обіг термін «ленінізм» почав входити з 1922 року, після того, як участь Леніна в безпосередньому управлінні державою СРСР практично закінчилася. Після створення Союзу Радянських Соціалістичних Республік у 1922 році ленінська доктрина стала домінуючою гілкою марксизму в СРСР, а після Другої світової війни в країнах-сателітах Східної Європи та деякий час в Китаї.
Як релігійний культ ленінізм почав остаточно формуватися у 1923 році, коли сам Ленін був тяжко та невиліковно хворим. Політбюро ЦК ВКП (б) намагалося увічнити його вже при його житті. Був створений в Москві «Інститут Леніна», почали видаватися багатотомної збірки творів Леніна. В країні почали з'являтися так звані «ленінські куточки», до яких сам Ленін не мав ніякого відношення. Наступного року, в липні 1924-го, на п'ятому з'їзді Комуністичного Інтернаціоналу (Комінтерну), друг та соратник Леніна Григорій Зинов'єв популяризував слово «ленінізм» як марксистський ідеологічний термін, що став означати «революційний».
З 1930-х років право на трактування творчої спадщини Леніна привласнив собі Йосип Сталін, а після його смерті це право перейшло до «колективного органа» комуністичної влади — Політбюро ЦК КПРС.

## Основні положення та ідеї
- Про імперіалізм як вищу та кінцеву стадію розвитку капіталістичного суспільства; та про його «загнивання» та «розпад»;
- Про створення партії більшовиків як партії нового типу, в якій демократія замінюється демократичним централізмом, а сама організація стає дисциплінованою та підкореною волі вождя організацією, націленою на державний переворот
- Про соціалістичну революцію та переростання буржуазно-демократичної революції в соціалістичну
- Про «диктатуру пролетаріату» (диктатуру партії більшовиків) як метод утримання влади та форму політичного устрою в країні
- «Вчення про компроміси» — про мистецтво політичних маневрів та угод з супротивниками для партії, яка перебуває в меншості. Або втілення загальновідомого ієзуітського принципу: «Ціль виправдовує усякі засоби» (для досягнення політичної мети всі засоби гідні)
- Про «національне питання» багатоетнічної Росії та національно-автономний устрій країни
- Про систематичне застосування масового терору та знищення провідних соціальних класів суспільства за допомогою масових розстрілів, репресій, ізоляції в концтаборах та штучного голоду.

## Роль ленінізму в СРСР
Ленінізм в СРСР вважався стрижнем політичної доктрини КПРС та всієї офіційної радянської державної ідеології. Будь-яка важлива наукова або політична публікація повинна була починатися з цитування висловлення Леніна з порушуваного питання. Після цитати з Леніна повинна була йти цитата з актуальних рішень з'їзду КПРС або промов Генерального секретаря.
Спроби критики ленінізму вважалися державним злочином і каралися згідно зі статтею Кримінального Кодексу як «антирадянська агітація і пропаганда»: в часи правління Сталіна довгостроковим ув'язненням або стратою, в післясталінський час — тюремним ув'язненням.
Праці закордонних науковців з критикою ленінізму в СРСР не видавалися, а саме їх існування замовчувалося. А їх авторів, якщо це були широковідомі вчені, проголошували «антирадянщиками» тощо.
Перші спроби критичного переосмислення комуністичної радянської ленінської спадщини з'явилися в кінці 1980-х років, під час керованих зверху політичних реформ — «Перебудова» та «Гласність». На думку тодішніх ліберальних критиків, що самі походили з лав КПРС, велику частку радянського «ленінізму» в дійсності становить сталінізм.

## Новітнє ставлення в Росії
Новий етап критики ленінізму почався в Росії в третю декаду правління В. Путіна і партії «Єдина Росія».
В березні 2012 голова Синодальної Ради РПЦ Чаплін закликав 
…серйозно обговорити питання, чи не є екстремістськими матеріалами праці Леніна, Троцького та інших лідерів більшовиків. Як сьогодні треба ставитися до їх відтворення та до тих, хто сьогодні продовжує використовувати найрадикальніші елементи цитати цих текстів для конструювання політичної практики й пропаганди.
Цю ідею в червні цього ж року розвинув головний науковий співробітник Інституту російської історії РАН, академік РАПН Володимир Лавров. Він офіційно запросив Слідчий комітет Росії провести експертизу праць Володимира Леніна на наявність у них екстремізму. Як пояснив Лавров, вождь Жовтневої революції не тільки публічно виправдовував тероризм, але й керував терористичною діяльністю, а також розробляв методи партизанської війни. Він пояснив, що «треба дати юридичну, правову оцінку злочинам проти людяності, які здійснив Ленін і які не мають строку давності». Керівництво Російської православної церкви (МП) схвалило цей запит історика.